# Meißner 8

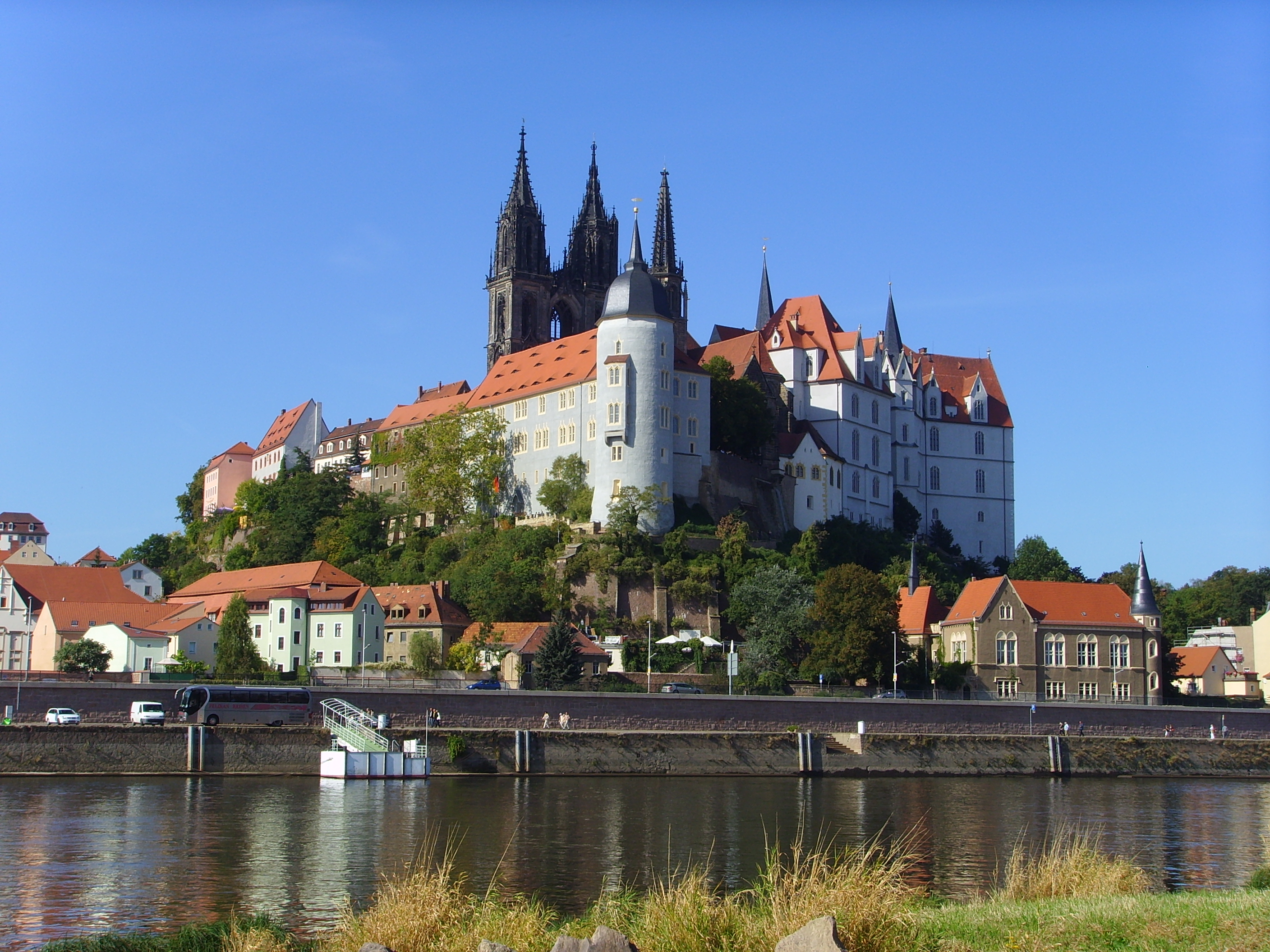
Start- und Zielpunkt beider Routen ist Meißen

Die Meißner 8 ist ein zweiteiliger Radringweg durch den Landkreis Meißen und die Lommatzscher Pflege in Sachsen. Der Weg führt über gering befahrene Straßen der Region, den Elberadweg und der Trasse der früheren Schmalspurbahn Wilsdruff–Gärtitz.

## Verlauf
Der Radwanderweg unterteilt sich südlich und nördlich in die beiden Teilnetze:
1. Meißner 8 Nordroute: Meißen – Zehren – Daubnitz – Leutewitz – Görna – Garsebach – Meißen mit einer Streckenlänge von 35,9 km;
2. Meißner 8 Südroute: Meißen – Garsebach – Taubenheim – Sora – Kleinschönberg – Constappel – Wildberg – Gauernitz – Meißen mit einer Streckenlänge von 36,8 km.